# Аурелиан Патрашку
Богдан Аурелиан Патрашку (на румънски: Bogdan Aurelian Pătraşcu) е румънски футболист и бивш състезател на Литекс. В България е известен като Аурелиан Патрашку. Играе като полузащитник. Пристига в Ловеч от румънския втородивизионен Спортул Студенцеск в началото на сезон 2000/01 привлечен от тогавашния старши треньор Михай Стойкица  и записва 40 официални мача за отбора, седем от които в турнира за Купата на УЕФА. В предсезонната подготовка печели с отбора престижния международен турнир в италианския град Норча. Носител на Купата на България за 2001 г. В реванша от 1/16-финалите за Купата на УЕФА срещу гръцкия АЕК, емисари на италианския Пиаченца дошли да наблюдават Христо Йовов харесват румънеца и през зимния трансферен прозорец преминава в отбора от Серия А, като подписва договор за 5 години, а в касата на ловчалии влизат над 1 милион долара (три милиона DM). През този период от време попада в разширения състав на Нац отбор на Румъния и взима участие на турнир в Кипър. След изтичане на договора му с Пиаченца, от лятото на 2008 г. преминама в новия член на Серия А – Киево. С екипа на „летящите магарета“ записва едва два мача и от началото на 2009 г. е преотстъпен на състезаващия се в Серия Ц отбор на Падуа. През 2019 г. е назначен като главен скаут в Левски (София).